# Acid maleic
Acidul maleic sau acidul cis-butendioic este un compus organic, respectiv un acid dicarboxilic, adică ce are în moleculă două grupări carboxil. Formula chimică a compusului este HO2CCHCHCO2H. Acidul maleic este izomerul cis al acidului butendioic, în timp ce acidul fumaric este izomerul trans. Are câteva aplicații practice.

## Obținere
Acidul maleic se poate obține prin oxidarea benzenului sau prin reacția anhidridei maleice cu apa.